# Mind Your Business
"Mind Your Business" (estilizado em letras maiúsculas) é uma canção dos artistas norte-americanos will.i.am e Britney Spears, lançada através da Epic Records em 21 de julho de 2023. O single marca a quarta colaboração vocal entre will.i.am e Spears, sendo a primeira colaboração entre os dois desde "It Should Be Easy" (2013).

## Antecedentes e lançamento
Após o encerramento de sua curatela em novembro de 2021, Spears retornou ao cenário musical e gravou um dueto com o cantor inglês Elton John em julho de 2022. Intitulada "Hold Me Closer", a canção foi lançada em agosto. Estreou no topo da parada de singles australiana e alcançou o top dez no Reino Unido e nos Estados Unidos.
Em setembro de 2022, will.i.am sugeriu uma colaboração com Spears no Good Morning Britain, afirmando que "há coisas em andamento". Adicionalmente. ele disse que nada seria revelado no momento: "Eu vivo uma vida bem privada". Os dois artistas já haviam colaborado nas canções "Big Fat Bass" (2011), "Scream & Shout" (2012) e "It Should Be Easy" (2013); will.i.am foi o produtor executivo do oitavo álbum de estúdio de Spears, Britney Jean (2013), que foi recebido negativamente pela crítica.
Em 17 de julho de 2023, anunciou a colaboração em suas redes sociais, acompanhado de uma prévia da canção e o link para pre-save. A capa foi revelada no dia seguinte, retratando os dois artistas encostados nas costas um do outro, vestindo roupas pretas com toques de rosa. Uma foto de Spears de 2003 foi utilizada para sua aparência na capa.
"Mind Your Business" foi lançada nas plataformas de streaming e em formatos digitais em 21 de julho de 2023; a data de lançamento foi divulgada em 18 de julho. O single é o primeiro lançamento de Spears em quase um ano, desde "Hold Me Closer".

## Histórico de lançamento
| Região | Data                | Formato                    | Gravadora | Ref.   |
| ------ | ------------------- | -------------------------- | --------- | ------ |
| Vários | 21 de julho de 2023 | download digital streaming | Epic      | [ 14 ] |